# Giro de Toscana 2021
La 93.ª edición de la clásica ciclista Giro de Toscana fue una carrera en Italia que se celebró el 15 de septiembre de 2021 con inicio y final en la ciudad de Pontedera sobre un recorrido de 191,6 kilómetros.
La carrera hizo parte del UCI Europe Tour 2021, calendario ciclístico de los Circuitos Continentales UCI, dentro de la categoría 1.1 y fue ganada por el danés Michael Valgren del EF Education-NIPPO. Completaron el podio, como segundo y tercer clasificado respectivamente, los italianos Alessandro De Marchi de la selección italiana y Diego Ulissi del UAE Emirates.

## Equipos participantes
Tomaron parte en la carrera 18 equipos: 7 de categoría UCI WorldTeam, 8 de categoría UCI ProTeam, 2 de categoría Continental y una selección nacional. Formaron así un pelotón de 126 ciclistas de los que acabaron 61. Los equipos participantes fueron:
| WorldTeams (7)- UAE Team Emirates - Astana-Premier Tech - Bahrain Victorious - EF Education-Nippo - Intermarché-Wanty-Gobert Matériaux - Movistar Team - Ineos Grenadiers ProTeams (8)- Androni Giocattoli-Sidermec - Bardiani CSF Faizanè - Eolo-Kometa - Euskaltel-Euskadi - Gazprom-RusVelo - TotalEnergies - Vini Zabù - Burgos-BH Equipos continentales (2)- D'Amico UM Tools - Mg.k Vis VPM Equipo nacional- Italia |
| |

## Clasificación final
- Las clasificaciones finalizaron de la siguiente forma:[3]

| \| Clasificación general \| Clasificación general \| Clasificación general \| Clasificación general \| Clasificación general \| \| Ciclista \| Ciclista \| Equipo \| Tiempo \| \| \| --------------------- \| --------------------- \| ---------------------------------- \| --------------------- \| --------------------- \| \| 1.º \| Michael Valgren \| EF Education-Nippo \| 4 h 33 min 37 s \| \| \| 2.º \| Alessandro De Marchi \| Italia \| + 1 min 13 s \| \| \| 3.º \| Diego Ulissi \| UAE Team Emirates \| + 1 min 18 s \| \| \| 4.º \| Lorenzo Rota \| Intermarché-Wanty-Gobert Matériaux \| + 1 min 18 s \| \| \| 5.º \| Davide Villella \| Movistar Team \| + 1 min 18 s \| \| \| 6.º \| Marco Canola \| Gazprom-RusVelo \| + 1 min 18 s \| \| \| 7.º \| Serguéi Chernetski \| Gazprom-RusVelo \| + 1 min 18 s \| \| \| 8.º \| Gianni Moscon \| Ineos Grenadiers \| + 1 min 18 s \| \| \| 9.º \| Sergio Higuita \| EF Education-Nippo \| + 1 min 18 s \| \| \| 10.º \| Samuele Battistella \| Astana-Premier Tech \| + 1 min 18 s \| \| |                      |                                    |                 |
| |                      |                                    |                 |
| Fuente: ProCyclingStats |                      |                                    |                 |
| Clasificación general |                      |                                    |                 |
| Ciclista | Ciclista             | Equipo                             | Tiempo          |
| 1.º | Michael Valgren      | EF Education-Nippo                 | 4 h 33 min 37 s |
| 2.º | Alessandro De Marchi | Italia                             | + 1 min 13 s    |
| 3.º | Diego Ulissi         | UAE Team Emirates                  | + 1 min 18 s    |
| 4.º | Lorenzo Rota         | Intermarché-Wanty-Gobert Matériaux | + 1 min 18 s    |
| 5.º | Davide Villella      | Movistar Team                      | + 1 min 18 s    |
| 6.º | Marco Canola         | Gazprom-RusVelo                    | + 1 min 18 s    |
| 7.º | Serguéi Chernetski   | Gazprom-RusVelo                    | + 1 min 18 s    |
| 8.º | Gianni Moscon        | Ineos Grenadiers                   | + 1 min 18 s    |
| 9.º | Sergio Higuita       | EF Education-Nippo                 | + 1 min 18 s    |
| 10.º | Samuele Battistella  | Astana-Premier Tech                | + 1 min 18 s    |

## UCI World Ranking
El Giro de Toscana otorgó puntos para el UCI World Ranking para corredores de los equipos en las categorías UCI WorldTeam, UCI ProTeam y Continental. Las siguientes tablas son el baremo de puntuación y los 10 corredores que obtuvieron más puntos:
| Posición   | 1.º | 2.º | 3.º | 4.º | 5.º | 6.º | 7.º | 8.º | 9.º | 10.º | 11.º | 12.º | 13.º-15.º | 16.º-25.º |
| Puntuación | 125 | 85  | 70  | 60  | 50  | 40  | 35  | 30  | 25  | 20   | 15   | 10   | 5         | 3         |

| Clasificación |                      |                                    |        |
| Posición      | Ciclista             | Equipo                             | Puntos |
| ------------- | -------------------- | ---------------------------------- | ------ |
| 1.º           | Michael Valgren      | EF Education-NIPPO                 | 125    |
| 2.º           | Alessandro De Marchi | Selección de Italia                | 85     |
| 3.º           | Diego Ulissi         | UAE Emirates                       | 70     |
| 4.º           | Lorenzo Rota         | Intermarché-Wanty-Gobert Matériaux | 60     |
| 5.º           | Davide Villella      | Movistar                           | 50     |
| 6.º           | Marco Canola         | Gazprom-RusVelo                    | 40     |
| 7.º           | Serguéi Chernetski   | Gazprom-RusVelo                    | 35     |
| 8.º           | Gianni Moscon        | INEOS Grenadiers                   | 30     |
| 9.º           | Sergio Higuita       | EF Education-NIPPO                 | 25     |
| 10.º          | Samuele Battistella  | Astana-Premier Tech                | 20     |